# Ломница (Деспотовац)
Ломница је насеље у Србији у општини Деспотовац у Поморавском округу. Према попису из 2022. било је 739 становника. Смештено је око 10 km од Деспотовца и око 7 km од манастира Манасије.
Ломница је по површини највеће а према броју становника треће село у општини.

## Демографија
У насељу Ломница живи 845 пунолетних становника, а просечна старост становништва износи 42,6 година (41,7 код мушкараца и 43,5 код жена). У насељу има 298 домаћинстава, а просечан број чланова по домаћинству је 3,47. Ово насеље је великим делом насељено Србима (према попису из 2002. године), а у последња три пописа, примећен је пад у броју становника.
|  |

| Демографија | Демографија | Демографија |
| Година      | Становника  | Становника  |
| ----------- | ----------- | ----------- |
| 1948.       | 1.498       |             |
| 1953.       | 1.632       |             |
| 1961.       | 1.596       |             |
| 1971.       | 1.674       |             |
| 1981.       | 1.631       |             |
| 1991.       | 1.478       | 1.227       |
| 2002.       | 1.033       | 1.447       |
| 2011.       | 997         |             |

| Етнички састав према попису из 2002.‍ | Етнички састав према попису из 2002.‍ | Етнички састав према попису из 2002.‍ | Етнички састав према попису из 2002.‍ | Етнички састав према попису из 2002.‍ |
| ------------------------------------ | ------------------------------------ | ------------------------------------ | ------------------------------------ | ------------------------------------ |
|                                      |                                      |                                      |                                      |                                      |
| Срби                                 | Срби                                 |                                      | 1.030                                | 99,70%                               |
| Хрвати                               | Хрвати                               |                                      | 1                                    | 0,09%                                |
| Македонци                            | Македонци                            |                                      | 1                                    | 0,09%                                |
| непознато                            | непознато                            |                                      | 1                                    | 0,09%                                |

| Година пописа     | 1948. | 1953. | 1961. | 1971. | 1981. | 1991. | 2002. |
| ----------------- | ----- | ----- | ----- | ----- | ----- | ----- | ----- |
| Број домаћинстава | 278   | 302   | 328   | 368   | 351   | 318   | 298   |

| Број чланова      | 1  | 2  | 3  | 4  | 5  | 6  | 7 | 8 | 9 | 10 и више | Просек |
| ----------------- | -- | -- | -- | -- | -- | -- | - | - | - | --------- | ------ |
| Број домаћинстава | 46 | 86 | 37 | 41 | 31 | 38 | 6 | 6 | 4 | 3         | 3,47   |

| Пол    | Укупно | Неожењен/Неудата | Ожењен/Удата | Удовац/Удовица | Разведен/Разведена | Непознато |
| ------ | ------ | ---------------- | ------------ | -------------- | ------------------ | --------- |
| Мушки  | 434    | 79               | 303          | 35             | 16                 | 1         |
| Женски | 437    | 35               | 313          | 78             | 11                 | 0         |
| УКУПНО | 871    | 114              | 616          | 113            | 27                 | 1         |

| Пол    | Укупно                    | Пољопривреда, лов и шумарство | Рибарство                            | Вађење руде и камена | Прерађивачка индустрија       |
| ------ | ------------------------- | ----------------------------- | ------------------------------------ | -------------------- | ----------------------------- |
| Мушки  | 218                       | 130                           | 0                                    | 54                   | 6                             |
| Женски | 120                       | 114                           | 0                                    | 0                    | 3                             |
| УКУПНО | 338                       | 244                           | 0                                    | 54                   | 9                             |
| Пол    | Производња и снабдевање   | Грађевинарство                | Трговина                             | Хотели и ресторани   | Саобраћај, складиштење и везе |
| Мушки  | 1                         | 7                             | 4                                    | 3                    | 4                             |
| Женски | 0                         | 0                             | 2                                    | 0                    | 0                             |
| УКУПНО | 1                         | 7                             | 6                                    | 3                    | 4                             |
| Пол    | Финансијско посредовање   | Некретнине                    | Државна управа и одбрана             | Образовање           | Здравствени и социјални рад   |
| Мушки  | 0                         | 0                             | 3                                    | 1                    | 1                             |
| Женски | 0                         | 0                             | 0                                    | 1                    | 0                             |
| УКУПНО | 0                         | 0                             | 3                                    | 2                    | 1                             |
| Пол    | Остале услужне активности | Приватна домаћинства          | Екстериторијалне организације и тела | Непознато            | Непознато                     |
| Мушки  | 4                         | 0                             | 0                                    | 0                    | 0                             |
| Женски | 0                         | 0                             | 0                                    | 0                    | 0                             |
| УКУПНО | 4                         | 0                             | 0                                    | 0                    | 0                             |

### Порекло становништва
Подаци датирају из 1930. године)
Преци данашњег становништва махом су досењени са Косова, за време прве и друге Велике сеобе Срба.
Породице пореклом са Косова су:
- Цурићи (10 к., Св. Ђорђе и Ђурђевдан), са Илићима из Буковца су један род.
- Дзољићи (35 к., Св. Ђорђе и Ђурђевдан), имају заједничко порекло са Цурићима и Илићима.
- Милошевићи, Миланчевићи, Миливојевићи, Динићи (40 к., Св. Стеван), сматра се да су се они први доселили у Ломници.
- Протићи (15 к., Св. Стеван). Старином су Миланчевићи, неки им стари био прота, те су отуда и презиме променили. Има их и у Деспотовцу и по другим местима Србије.
- Табачићи (10 к., Благовести), тако су прозвани по неком претку који је имао табачку радњу.
- Стевановићи (10 к., Митровдан), доселили се око 1690. године.

Остали досељеници из других крајева су:
- Станојевићи, Ранисављевићи (15 к., Св. Арханђел), дошли из врањске околине.
- Петровићи (5 к., Св. Варвара) и Ћирковићи (15 к., Св. Никола), дошли из Тимочке Крајине.
- Миладиновићи (5 к., Св. Арханђел), не зна се одакле су.